# 兼松講堂
兼松講堂（かねまつこうどう）は、一橋大学西キャンパスに存在するロマネスク様式の講堂である。

## 概要
株式会社兼松商店（現兼松株式会社）から創業者兼松房治郎翁の遺訓に基づき寄贈を受け、伊東忠太の設計により1927年（昭和2年）8月に創建された。2000年（平成12年）には国の登録有形文化財に登録された。
2003年4月から2004年3月にかけて本学卒業生等の募金により、大改修が行われ、耐震、空調などの諸機能を備えた内装に変更となった。
音楽ホールでの空調新設では、一般的に騒音に対して重装備になりがちであるが、演奏中は空調をとめるという割り切りを行い、オリジナルの内部空間デザインを損ねず、コストを掛けすぎないような工夫がある。これは、ホール床が土間のため床下を活用した本格的な空調が困難であったことと天井や外周壁を使った空調のためには既存内装を大幅に改修する必要があることから、保存と機能強化のバランスをとった結果であり、関係者による適切な判断の結果といえる。
外装については、この建物の特徴ともいうべきロンバルティア帯やアーチ型の連続窓、正面車輪窓を飾るマーキュリーなどオリジナルな仕上げを活かすことに重点をおいてリニューアルしてある。屋根の既存洋瓦を活かした前面葺き替えとスクラッチタイル、テラコッタなどの剥落防止対策、伊東博士の設計した建物の特長とも言うべき様々な「もののけの装飾」の修復を忠実に行い、創建時の外観が注意深く復元されている。　　
改修前、この講堂は座席の狭さや空調・音響・照明設備の陳腐化に対し利用者からの不満も多く、利用も限られたものであったが、改修後は講演会・演奏会などで利用されるように変貌をとげた。